# Fara Filiorum Petri
Fara Filiorum Petri is een gemeente in de Italiaanse provincie Chieti (regio Abruzzen) en telt 1927 inwoners (31-12-2004). De oppervlakte bedraagt 14,8 km², de bevolkingsdichtheid is 139 inwoners per km².
De volgende frazioni maken deel uit van de gemeente: Madonna del Ponte, Colli, Mandrone, S. Eufemia, Pagnotto, Forma, Vicenne, Crepaci, Campo Lungo, Colle Anzolino, Colle San Donato, Sant’Antonio,Giardino e Piane San Giacomo.

## Demografie
Fara Filiorum Petri telt ongeveer 715 huishoudens. Het aantal inwoners steeg in de periode 1991-2001 met 3,6% volgens cijfers uit de tienjaarlijkse volkstellingen van ISTAT.
| Jaar | Inwoneraantal |
| ---- | ------------- |
| 1991 | 1884          |
| 2001 | 1952          |

## Geografie
De gemeente ligt op ongeveer 227 m boven zeeniveau.
Fara Filiorum Petri grenst aan de volgende gemeenten: Bucchianico, Casacanditella, Pretoro, Rapino, Roccamontepiano, San Martino sulla Marrucina.